# 長南グリーン
長南グリーン株式会社（ちょうなんグリーン）は、ゴルフコースの管理等を行なう会社である。なお、親会社の小湊鉄道が京成グループとなっている一方で、当社は「京成グループ企業一覧」に記載されていない。

## 会社概要
- 創立　1983年2月1日
- 本社所在地　〒297-0104　千葉県長生郡長南町又富804番地
- 代表取締役社長　石川信介
- 従業員数　23人

## 事業概要
- ゴルフ場のコース管理業務
- 造園業